# 拉胡里
拉胡里（Rahuri），是印度马哈拉施特拉邦Ahmadnagar县的一个城镇。总人口34465（2001年）。

## 人口
该地2001年总人口34465人，其中男性17850人，女性16615人；0—6岁人口4398人，其中男2323人，女2075人；识字率70.20%，其中男性为76.72%，女性为63.19%。